# Isabel Ana Seton

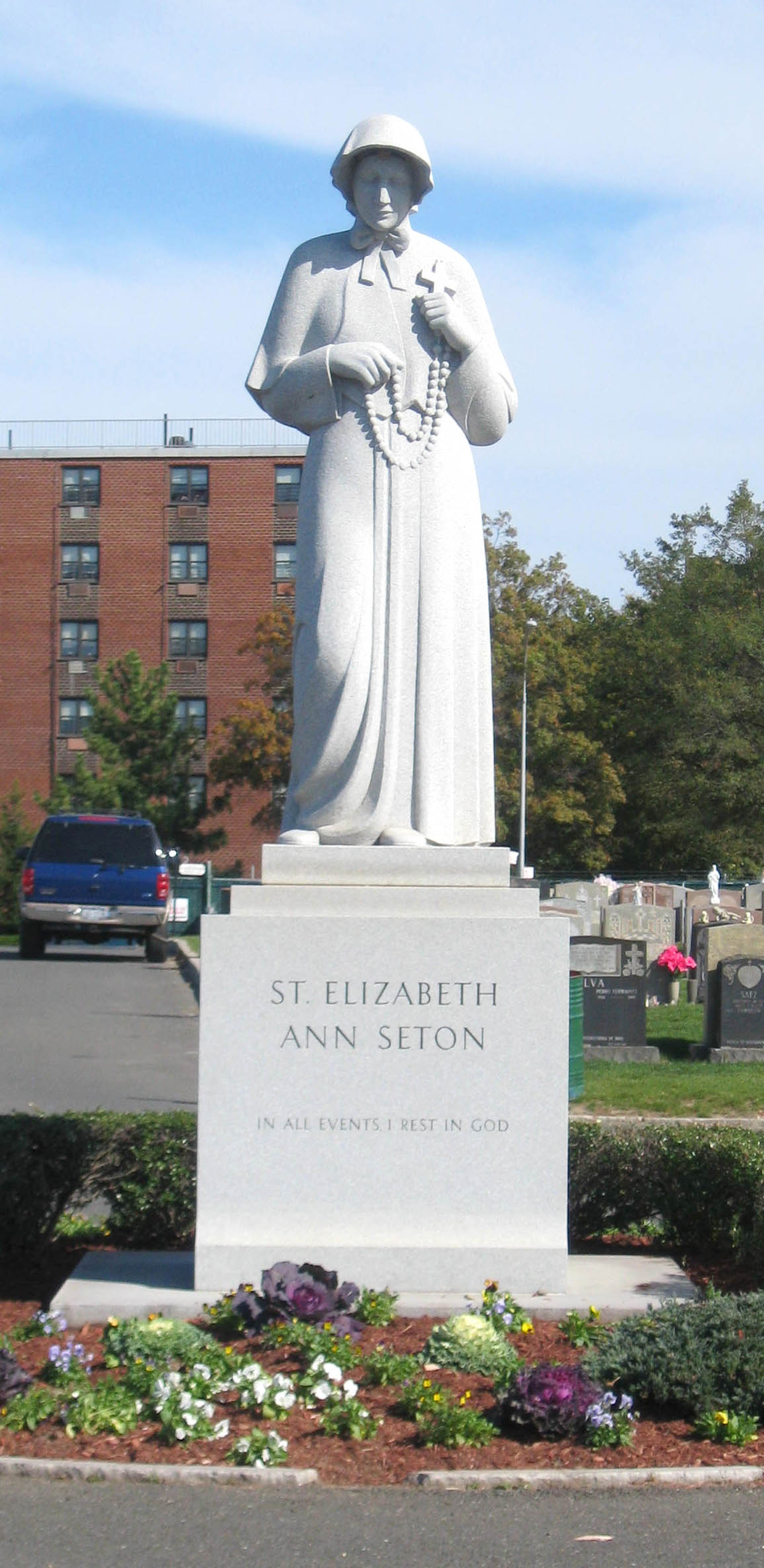
Isabel Ana Bayley Seton

Isabel Ana Seton (em inglês:  Elizabeth Ann Bayley Seton) foi a primeira cidadã natural dos Estados Unidos da América a ser canonizada pela Igreja Católica e fundadora das Irmãs da Caridade.

## Biografia
Isabel Seton foi batizada como anglicana. Casou-se em 25 de janeiro de 1794 com o negociante marítimo protestante William Magee Seton com o qual teve cinco filhos e fazia parte da nova aristocracia de Nova York.
Alguns anos após o seu casamento, os Setons vão à falência e, em dezembro de 1803, William morre de tuberculose. Isabel se converte, então, ao catolicismo em 14 de março de 1805, tornando-se instrutora com o objetivo de oferecer instrução a seus filhos. 
Tinha a visão de que todas as crianças têm o direito a uma educação gratuita. Por isso, com esse objetivo, funda em 1808, uma escola católica para meninas em Emmitsburg, Maryland, e a primeira comunidade religiosa de mulheres católicas apostólicas do Estados Unidos (a Congregação das Irmãs da Caridade de São José), em 1812, em Baltimore.